# Ілурідзе Наргіза Йосифівна
Наргіза Йосифівна Ілурідзе (11 лютого 1947, село Самтавісі, тепер Каспського муніципалітету, Грузія) — радянська діячка, директор Квемо-Алванського тваринницького радгоспу Ахметського району Грузинської РСР. Член ЦК КПРС у 1990—1991 роках.

## Життєпис
У 1971 році закінчила Грузинський зооветеринарний навчально-дослідний інститут.
У 1971 році працювала лаборантом Ахметської районної ветеринарної лабораторії Грузинської РСР.
У 1971—1972 роках — робітниця, в 1972—1976 роках — бригадир Касріцкальського відділення Квемо-Алванського тваринницького радгоспу Ахметського району.
У 1976—1990 роках — бригадир свинарської бригади Квемо-Алванського тваринницького радгоспу Ахметського району.
Член КПРС з 1977 року.
З червня 1990 року — директор Квемо-Алванського тваринницького радгоспу Ахметського району Грузинської РСР.